# Cratère de Mahuika
Le cratère de Mahuika est une structure sous-marine située sur le plateau continental au sud de la Nouvelle-Zélande. Son origine météoritique reste hypothétique à ce jour.
L'impact aurait eu lieu en 1491, et un lien a été proposé avec un tsunami qui a eu lieu à cette époque.

## Origine du nom
Le nom Mahuika est le dieu du feu pour les Māori.

## Description
La structure a un diamètre de 20 ± 2 km de diamètre, a une profondeur de 150 m et se trouve à environ 300 m de la surface.

## Découverte
La structure a été découverte par Dallas Abbott et ses collègues de l'université Columbia. Une météorite d'au moins 500 m de diamètre aurait pu former ce cratère.